# Bibó István (művészettörténész)
Bibó István (Budapest, 1941. december 25.) művészettörténész, gimnáziumi igazgató.

## Életrajz
Nagyapja Bibó István etnológus, édesapja Bibó István politikus, édesanyja Ravasz Boriska, Ravasz László református püspök lánya. 
1959-ben érettségizett a II. Rákóczi Ferenc Gimnáziumban. Az Eötvös Loránd Tudományegyetemen diplomázott magyar-művészettörténelem szakon, majd 1970-ben építészettörténeti témával egyetemi doktori címet szerzett.
1965-től az I. kerületi Ingatlankezelő Vállalat Műemléki Osztályán dolgozott. 1980-tól 1990-ig a Magyar Tudományos Akadémia Művészettörténeti Kutatóintézetének tudományos munkatársa. Feleségével jelentős szerepet játszottak a Baár–Madas Református Gimnázium 1989-es újjászervezésében, amelynek 1990-től igazgatója lett. 1995-ben leváltották a gimnázium éléről, ennek hatására a tanári kar jelentős része is távozott. 
1996-ban feleségével és tanár munkatársai egy részével együtt megalapították a Protestáns Gimnázium Egyesületet, majd 1997-ben a Sylvester János Protestáns Gimnáziumot, amelynek igazgatója volt 2008-as nyugdíjba vonulásáig.
2001-ben Várhegyi György Díjat, 2008-ban Pannon Példakép Díjat kapott.

## Főbb művei
- A rákoskeresztúri egykori Podmaniczky-Vigyázó kastély története; MTA Könyvtára, Bp., 1979 (A Magyar Tudományos Akadémia Könyvtárának közleményei)
- Budapest, Kálvin téri református templom; TKM Egyesület, Bp., 1999 (Tájak, korok, múzeumok kiskönyvtára)
- A Gönczy Pál Református Iskola-Alap, 1986/88–1998. A budapesti református gimnáziumok újraindításáért; szerk. Bibó István, Járosi Márton; Gönczy Pál Református Iskola-Alap Kuratóriuma, Bp., 1999
- A Magyar Tudományos Akadémia Művészettörténeti Kutató Intézetének Levéltári Regesztagyűjteménye. Repertórium; szerk. Bibó István, Kerny Terézia, Serfőző Szabolcs; MTA Művészettörténeti Kutatóintézet, Bp., 2001
- Pollack Mihály; Holnap, Bp., 2008 (Az építészet mesterei)
- 1956/Bibó István; szerk., utószó ifj. Bibó István; Argumentum–Bibó István Szellemi Műhely, Bp., 2011 (Bibó István munkái)
- Hit és értelem. Iskola- és egyházközeli írások; közrem. Hegedős Mária; Argumentum, Bp., 2018

## Díjai
- Pro Urbe Budapest díj (2023)[1]